# Heliotropium szovitsii
Heliotropium szovitsii là loài thực vật có hoa trong họ Mồ hôi. Loài này được Bunge mô tả khoa học đầu tiên.